# Narcís Molla Presas
Narcís Molla Presas (mas Molla, Calonge, (Girona), 1860 - Girona, 1929), fou un sacerdot conegut per la seva dedicació i aportació personal en la construcció de l'església del municipi.

## Biografia
Va estudiar la carrera eclesiàstica al seminari de Girona. Va ser ordenat sacerdot el 19 de juny de 1886. Va ser coadjutor a Castelló d'Empúries, a la Jonquera i a Palafrugell. Posteriorment, en crear-se el beneficiat de Calella de Palafrugell, al mateix terme municipal de Palafrugell, va ocupar el càrrec de rector d'aquesta nova parròquia. Era el mes de setembre de 1889. En la seva època es va fer el temple de Calella. Va col·laborar econòmicament en la nova església la filantropa Dorotea de Chopitea. A més d'ajudar a acabar el temple, va edificar la rectoria. A més, Molla va fer les gestions per aconseguir el permís per fer el cementiri de Calella, que es va fer als afores de la vila, al camp del puig de Bella. La finca es va comprar el 1894. També va ser l'impulsor de l'església parroquial de Sant Antoni de Calonge.
Va conrear molt les lletres. Cal destacar l'obra satírica les Cabòries i els Goigs de l'ermita de Bell-lloc. Amb les vendes, va sufragar la compra de l'harmònium per a l'església. Tota la seva vida religiosa la va passar a la parròquia de Calella de Palafrugell.
Va morir al seminari Sivilla, a Girona, el 13 de febrer de l'any 1929.
L'any 1991, l'Ajuntament de Palafrugell en ple va acordar donar el seu nom a un carrer de Calella.